# Lindshammar glasbruk
Lindshammar glasbruk (dansk: Lindshammar glasværk) var et glasværk i Lindshammar i Uppvidinge kommune, Kronobergs län i Småland i Sverige. 
Lindshammar glasværk, der er grundlagt i 1905, lå i det område af Småland, der kaldes Glasriget.
Glasværket blev grundlagt af Robert Rentsch, en glasblæser fra Tyskland, i 1905. I årene 1916 til 1979 var værket ejet af Familien Peterson (C.J. Peterson og Anton Peterson), og derefter af rigmanden Erik Hovhammars, der overtog Lindshammar Glasbruk efter sin fars, Anton Peterson, død i 1949. I 1981 gik Lindshammar Glasbruk konkurs, hvorefter det blev købt og startet op igen af Ulf Rosén og hans familie i 1984.
Værket var i Ulf Rosén og hans families eje fra 1984 til 1998. I 1998 solgte Ulf Rosén Lindshammar Glasbruk til den norske koncern CG Holding, der også ejede glasbruket Hadeland i Norge.
Fra 2001 blev Lindshammar produkterne solgt under Steninge Slotts varemærke.
Produktionen af glas på Lindshammar Glasbruk nedlagdes i 2008, da CG Holding blev begæret konkurs.
Herefter forsøgte lokale kræfter, at redde glasværket, men uden held. Lindshammar glasværk lukkede i 2011.
Der findes i dag en glasbutik i Folkets Hus ved Smultronstället i Lindshammar, hvor man blandt andet kan købe glas fra Lindshammar Glasbruk.

## Designere på Lindshammar Glasbruk
Blandt de designere/kunstnere, som igennem tiden har arbejdet på Lindshammar Glasbruk, kan nævnes: Gunnar Ander, Christer Sjogren, Tom Moller, Gosta Sigvard, Sigvard Bernadotte, Catharina Aselius-Lidbeck, Matz Borgstrom, Erik Hoglund (freelance fra 1978-1981), Lillemor Bokstrom, Bosse Falk, Maud Gjeruldsen Bugge, Lena  Hannson, Lars Sestervik og Sofia Wiberg.

## Eksterne links
- Lindshammar Glasbruk – officiel website Arkiveret 28. december 2007 hos  Wayback Machine
- Glass From Sweden Arkiveret 8. oktober 2013 hos  Wayback Machine

57°13′11″N 15°08′35″Ø / 57.21972°N 15.14306°Ø